# Храм Кардакі
Храм Кардакі - древній доричний храм на острові Керкіра (Корфу), Греція, побудований 500 р до н.е. -  середина V ст. до н.е.  У храмі є кілька архітектурних особливостей, які вказують на доричне походження.

## Виявлення храму
Храм був випадково виявлений в 1822 році, під час британського протекторату, британськими інженерами, що проводили земляні роботи, щоб звільнити потік природної води, що виходила з джерела. Англійський флот залежав від води джерела для його запасів, і в той час потік води перешкоджало накопиченню ґрунту навколо джерела. Коли інженери вивозили ґрунт, вони виявили дорійський стовп, що лежав на землі. Потім інженери розкопали решту храму, і виявили гончарні вироби у формі жіночих голів та ніг. Вважається, що ці артефакти з теракоти - це як дари богам або  іграшки, залишені біля гробу дитини. Після його відкриття храм знову зник з виду, після того, як зсув пагорба вкрив його ґрунтом.
У 1825 р. храм знову розкопали, і британський архітектор Вільям Ралтон описав  його  і опублікував результати у своїй статті "Античності Афін та інших місць Греції, Сицилії тощо". Робота Ралтона була опублікована в пізнішому виданні відомого твору Стюарта і Реветта. У 1830 р. Ралтон також проілюстрував книгу під назвою "Недавно відкритий храм Кадахіо" на острові Корфу. Східна стіна храму зруйнувалась і сповзла  у навколишнє море і довгий час була під водою.

## Розташування
Храм розташований в районі Мон Репос - колишньої резиденції грецької королівської родини, побудованої на місці Палеополіс, стародавнього розташування міста Коркіра. Храм розташований поблизу на південний схід від храму Гери (Герайон), який, у свою чергу, розташований приблизно за 700 м. на південний схід від храму Артеміди. Ця місцевість відома як Кардакі, або італійською мовою "Cada [c] chio".

## Ранні дослідження
Протягом 80 років після дослідження  Вільяма Ралтона  археологічних досліджень храму більше не було. У 1909 році це місце відвідав археолог Вільям Белл Дінсмор, який згодом опублікував свої знахідки в короткому документі. У 1912–1914 рр. німецький археолог Вільгельм Дерпфельд отримав дозвіл короля Греції на розкопки площі храму. Дорпфельд опублікував свої результати у двох коротких записках без ілюстрацій у Archäologischer Anzeiger. Надал Франклін П. Джонсон розширив висновки Дорпфельда, додавши фотографії та інші деталі, які він опублікував у 1936 р. у своїй праці "Храм Кардакі" з метою: "Щоб ця унікальна структура була краще відома та для виразу деяких пропозиції щодо визначення її належного місця у галузі грецької архітектури".

## Архітектура

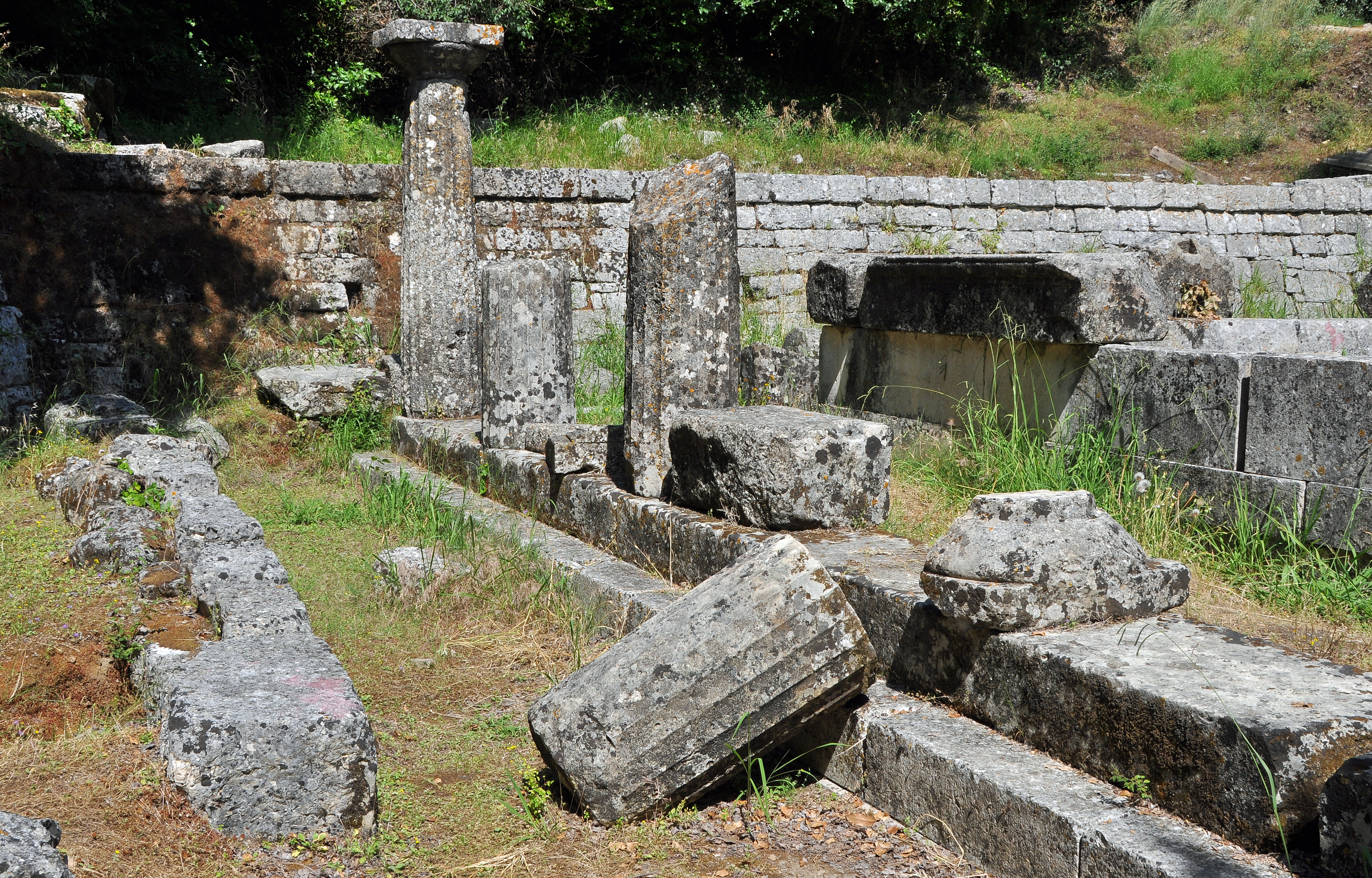
Руїни храму

За словами Джонсона, архітектор храму дотримувався архітектурних традицій Корфу та Коринфа.
Храм у Кардакі незвичний тим, що не має фризу, можливо, наслідуючи архітектурним тенденціям сицилійських храмів. Він вважається єдиним грецьким храмом доричної архітектури, який не має фризу. В окремих джерелах розміщення храмових колон було описано як "аномально широке".  У храмі також бракувало ґанку і адитону, а відсутність тригліфу та метопського фризу може свідчити про вплив Іонійців. Ґанок міг  зникнути через зсув ґрунту. Храм у Кардакі вважається важливою і певною мірою загадковою темою у ранньогрецькій архітектурі. За окремими даними, храм міг бути присвячений  Аполлону чи Посейдону.
Джонсон також пише, що архітектор свідомо відходив від усталених норм і тим самим виявляв свій значний талант оскільки не використав такий елемент як фриз. Відсутність фризу призводить до легшої антаблементи, що дозволяє зменшити кількість опорних стовпчиків, тим самим збільшуючи відстань між колонами. Розміщення храмових колон було описано як "ненормально широке". Розміри храму 11,91м на 25,5м з 6 колонами на 12 колон відповідно.
На багатьох плитках на даху храму були написані імена, ймовірно, головних магістратів, які були учасниками  його будівництва чи оновлення. Назви на плитках включали: Арістоменес, Терія та Деймон. Архітектурний стиль храму гексастиль-периферійний.  Храм Кардакі - єдиний архаїчний храм у Греції, який, як відомо, не має епінаосу, опущення аналогічно в інших храмах у Селінунті та Ассосі.

## Згадки будівництва храму
У музеї у Верони є напис, який, мабуть, посилається на храм Кардакі. Напис, дорицькою грецькою мовою, детально розповідає про роботи, здійснені державою Коркира (стародавній Корфу) для обслуговування та ремонту храму. Він також враховує витрати на роботи і ціни на такі матеріали, як олово, свинець і латунь, а також витрати на транспортування, робочу силу та земляні роботи. Інші витрати включали  будівництво та зведення обеліска та спорудження підпірної стіни майстром на ім'я Метродор.
Напис передбачає офіційне схвалення магістратів Корсірейської республіки на проведення цих робіт. Напис також зазначає, що дах храму зняли, і вказується, що канали води повинні бути відвернені, щоб вони не пошкодили підпірну стіну. З цього напису  видно, що розташування храму біля священного місця природного джерела також було причиною постійних проблем з пошкодженням водою та продовження ремонту. У написі також згадується кристалічна сода. Полковник Вітмор, який виявив храм, зазначав, що помітив на вівтарі сліди речовини, що нагадували соду.